# Arnoald
Arnoald (ca. 560 - vermoedelijk 611) was een Germaanse markgraaf van de Schelde en later bisschop van Metz (601-611). Voordat hij bisschop werd, trouwde hij met een verder onbekende Oda.

## Bisschop
Arnoald volgde zijn oom Agilulf op. Hij is stichter van een klooster bij Saarbrücken dat een centrum van zending (of missie) werd. Dat betekent dat er van daaruit mensen op uit werden gestuurd om, ook met geweld, de bevolking in omliggende gebieden aan te zetten of te dwingen zich te onderwerpen aan het gezag van de Rooms-Katholieke Kerk. Volgens de overlevering is hij in dit klooster begraven. Hij wordt genoemd in het testament van St. Bertrand van Le Mans uit 616, als iemand die zich (net als zijn oom) vele eigendommen van de kerk had toegeëigend. Desondanks is hij heilig verklaard, zijn naamdag is 9 oktober.

## Familie
Arnoald was zoon van Ansbert, een Gallo-Romeins edelman, en zijn vrouw Bilichilde. Via Ansbert was Arnoald achterkleinzoon van Tonantius Ferreolus (senator) en van Cloderic.
Er is veel discussie rondom zijn nakomelingen. Traditioneel wordt Arnulf van Metz als zijn zoon gezien maar nu wordt dat zeer onwaarschijnlijk geacht. Tegenwoordig wordt aangenomen dat Doda van Metz, de vrouw van Arnulf van Metz, en/of Ida van Nijvel zijn dochter(s) zijn.